# Iulică Ruican
Iulică Ruican (født 29. august 1971 i Cujmir, Rumænien) er en rumænsk tidligere roer, olympisk guldvinder og tredobbelt verdensmester.
Ruican vandt guld i firer med styrmand ved OL 1992 i Barcelona, sidste gang denne disciplin var på OL-programmet. Bådens øvrige besætning var Viorel Talapan, Dimitrie Popescu, Nicolae Țaga og styrmand Dumitru Răducanu. Ved de samme lege vandt han desuden en sølvmedalje, som del af den rumænske otter. Han var også med i otteren ved OL 1996 i Atlanta, hvor rumænerne sluttede på 7. pladsen.
Ruican vandt desuden tre VM-guldmedaljer i firer med styrmand, i henholdsvis 1993, 1994 og 1996.

## OL-medaljer
- 1992:  Guld i firer med styrmand
- 1992:  Sølv i otter